# مانع سعيد العتيبة
مانع سعيد العتيبة شاعر إماراتي ولد في أبوظبي في الخامس عشر من مايو 1946، الموافق ليلة السابع والعشرين من رمضان. ينتسب إلى عائلة العتيبات، وهي من أكبر وأهم العائلات في دولة الإمارات العربية المتحدة والخليج العربي، وتنحدر من قبيلة المرر المنتسبة إلى مروان بن الحكم، وقد كانت ضمن القبائل التي شكلت حلف بني ياس.

## نشـأته
كانت عائلته من كبار تجار اللؤلؤ، ولكن في عام 1952 شهد سوق اللؤلؤ كسادًا كبيرًا بعد اكتشاف اليابان لطريقة صناعية جديدة لزراعة اللؤلؤ في المحار سنة 1947، مما اضطر عائلته للانتقال إلى قطر وهناك تدرج في المراحل الدراسية. كان لظروف الحياة القاسية أكبر الأثر في ولادة هذا الشاعر؛ فلم ينشأ في رغد من العيش كغيره من شعراء العصر الحديث، بل قاسى وعانى حتى درس وتعلم ووصل إلى ما وصل إليه؛ فكانت التجربة وكانت المعاناة التي ولدت شاعراً كبيراً يشار إليه بالبنان.

## تعليمه وشهادته
أتم المرحلة الثانوية عام 1963 ثم التحق بإحدى الكليات الكبيرة في بريطانيا وأمضى بها سنتين. عام 1969 تخرج من كلية الاقتصاد والعلوم السياسية بجامعة بغداد، وبعد التخرج شغل منصب رئيس دائرة البترول في حكومة أبوظبي، وفي عام 1974 حصل على الماجستير من كلية الاقتصاد والعلوم السياسية من جامعة القاهرة برسالة موضوعها «منظمة أوبك» وفي عام 1976 حصل من الكلية نفسها على درجة الدكتوراه بتقدير ممتاز وبمرتبة الشرف الأولى عن رسالته «البترول واقتصاديات الإمارات العربية المتحدة». في عام 2000 حصل على درجة في الأدب العربي بتقدير حسن جداً من جامعة محمد بن عبد الله في فاس بالمغرب وكانت أطروحته بعنوان «خطاب العروبة في الشعر العربي».
منح العديد من شهادات الدكتوراه الفخرية من عدة جامعات عالمية تقديراً لدوره البارز وجهوده الملموسة في خدمة اقتصاد الإمارات واقتصاد العالم مثل:
- الدكتوراه الفخرية في القانون الدولي من جامعة كيو اليابانية.[4]
- الدكتوراه الفخرية في القانون العام من جامعة مانيلا في الفلبين.[5]
- الدكتوراه الفخرية في فلسفة الاقتصاد من جامعة ساوث بيلار الأمريكية في ولاية كاليفورنيا.[7][8]
- الدكتوراه الفخرية في الاقتصاد من جامعة ساو باولو البرازيلية.[4]
- الدكتوراه الفخرية من جامعة تور فرغاتا في روما.[9][10]
- الدكتوراه الفخرية من جامعة مركز الثقافة السنية الإسلامية في كيرالا بالهند.[11][12]

## المناصب والمسؤوليات التي تقلدها
- في عام 1969م ترأس دائرة بترول أبوظبي.
- في عام 1971م أصبح وزيرًا للبترول والصناعة في أول وزارة لإمارة أبوظبي.
- في عام 1972م أصبح وزيرًا للبترول والصناعة في أول وزارة في دولة الإمارات.
- في عام 1990م أصبح المستشار الخاص لرئيس دولة الإمارات العربية المتحدة.

## مؤلفاته في الاقتصاد
- اقتصاديات أبوظبي قديماً وحديثاً. 1971.
- مجلس التخطيط في إمارة الفجيرة. 1971.
- أوبك والصناعة البترولية. 1975.
- النفط واقتصاد الإمارات. 1977.
- الاتفاقيات البترولية في دولة الإمارات العربية المتحدة. 1982.
- مقالات بترولية.[13]

## نبـذة عن المؤلفات

### اقتصاديات أبوظبي قديماً وحديثاً (1971)
تم تقسيم هذا الكتاب إلى عشرة أبواب، حيث يتناول الباب الأول صناعة اللؤلؤ التي كانت العمود الفقري للاقتصاد القديم في أبوظبي، ويتناول الباب الثاني صيد الأسماك، والثالث للرعي والثروة الحيوانية، أما الرابع والخامس والسادس فقد خصصت للزراعة والتجارة والصناعة، والسابع للخدمات والمهن الأخرى، ويتناول الباب الثامن قصة البترول واتفاقياته ودوره في اقتصاديات أبوظبي ومنتجاته باعتباره المصدر الأول للدخل القومي، كما يتناول الباب التاسع التنمية الاقتصادية، وخصص الباب الأخير للبحث في النظامين النقدي والمصرفي في أبوظبي.

### أوبك والصناعة البترولية (1975)
ينقسم هذا الكتاب إلى قسمين: يتحدث القسم الأول عن منظمة أوبك وكيانها وتنظيماتها الداخلية، أما القسم الثاني فيستعرض سياسة الأوبك البترولية ونشاطها ومنجزاتها والدور الذي لعبته منذ قيامها في الصناعة البترولية.

### البترول واقتصاديات الإمارات العربية المتحدة (1990)
هذا الكتاب هو موضوع رسالة الدكتوراه للمؤلف، ويقع في خمسة أبواب: الباب الأول يعالج موضوع البنيان الاقتصادي للإمارات قبل البترول، والباب الثاني يتطرق للصناعة البترولية في دولة الإمارات، ويعالج الباب الثالث البترول وتطور البنيان الاقتصادي، أما الباب الرابع فيدرس التنمية في إطار التكامل الاقتصادي، والباب الخامس يتناول مستقبل الصناعة البترولية.
وقد ترجمت هذه المؤلفات إلى عدة لغات أجنبية منها: الإنجليزية، الفرنسية، الألمانية واليابانية. كما ألقى الدكتور مانع مجموعة من المحاضرات الاقتصادية في عدد من الجامعات في مختلف القارات، وأحيا العديد من الأمسيات الشعرية في كثير من الدول العربية.

## إنتاجاته الأدبية
إلى جانب دوره السياسي والاقتصادي عُرف مانع سعيد العتيبة في الأوساط الأدبية كواحد من فرسان الشعر العربي، وقد أثري المكتبة الشعرية العربية بالعديد من دواوين الشعر. وقد نظم الشعر في عدة أغراض، سواء كانت سياسية، اجتماعية، اقتصادية، غزلية، بالإضافة إلى كتب عدة وروايات.
ونظم الشعر في طفولته وبداية شبابه وتمكن من إثراء المكتبة الشعرية العربية بثمان وأربعين مجموعة شعرية، وقد تأثر شعره بتوجهه الاقتصادي، فكانت له عدة قصائد بترولية جمعها في ديوان سماه (قصائد بترولية) وبذلك يكون هو أول من صاغ الموضوعات البترولية في قالب شعري، إلى حد جعل إحدى الرسائل الجامعية للماجستير تختار موضوع الأوبك من خلال شعر الدكتور مانع العتيبة.
للشاعر عشرات في مختلف أغراض الشعر العامي والفصيح. من أشهر دواوينه ديوان المسيرة؛ وهو عبارة عن ملحمة شعرية يحكي فيها العتيبة بلغة القصيد معاناة شعب الإمارات قبل ظهور النفط. ويسطر بالأبيات مراحل تاريخية عاشها أبناء المنطقة ابتداءً من المرحلة الأولى التي تمثل عصر اللؤلؤ، والتي أبرز من خلالها حياة الأجداد الذين كانوا يركبون البحر وأخطاره، فيغيبون عن أهلهم بالشهور ليعودوا محملين باللؤلؤ. صوّر الدكتور مانع حياة الكد والكفاح ولحظات الوداع الحزينة وأيام الانتظار القاسية وساعات اللقاء الجديد التي يلتقي فيها البحارة الغائبون مع أهاليهم الواقفين على شاطئ الخليج في انتظارهم. كما صوّر الدكتور مانع في هذه المرحلة معاناة البدو في الانتقال تحت لهيب الشمس الحارقة، من أبوظبي إلى محاضر ليوا وواحات النخيل في مدينة العين، على ظهور الجمال..تحدث الدكتور مانع بعدها عن المرحلة الثانية وتمثل الفترة الزمنية التي فصلت بين عصر اللؤلؤ وعصر البترول وفي هذه المرحلة تفرق أبناء أبوظبي في الدول الخليجية المجاورة بسبب الكساد الاقتصادي الذي عم المنطقة في ذلك الوقت. وبعدها ظهر البترول وأشرقت شمس الاتحاد وظهر في الأفق نجم الشيخ زايد بن سلطان آل نهيان الذي قاد بحكمته أبناء الإمارات وجمعهم على كلمة واحدة حتى تحقق الاتحاد.

### دواوين
1. ليل طويل.
2. أغنيات من بلادي.
3. خواطر وذكريات.
4. المسيرة.
5. قصائد إلى الحبيب.
6. دانات من الخليج.
7. واحات من الصحراء.
8. نشيد الحبيب.
9. همس الصحراء.
10. أمير الحب.
11. ليل العاشقين.
12. على شواطئ غنتوت.
13. مجد الخضوع.
14. نسيم الشرق.
15. محطات على طريق العمر.
16. قصائد بترولية.
17. سراب الحب.
18. الرسالة الأخيرة.
19. ضياع اليقين.
20. ظبي الجزيرة.
21. أغاني وأماني.
22. الشعر والقائد.
23. الغدير.
24. الرحيل.
25. بشاير.
26. ريم البوادي.
27. وردة البستان.
28. لماذا.
29. فتاة الحي.
30. نبع الطيب.
31. خماسيات إلى سيدة المحبة.
32. لأن.
33. أم البنات.
34. بوح النخيل.
35. الشروق.
36. زهور فوق الرمال. 2018.

### روايات
وله رواية بعنوان “كريمة". وحولت إلى مسلسل تلفزيوني.

### مؤلفات متنوعة
1. خطاب العروبة في الشعر العربي (3 أجزاء). صدر عام 2000.[15]
2. حوار الحضارات: الذات والآخر. صدر عام 2008.
3. نحو نظام عربي جديد. صدر عام 2008.
4. الثقافة والتنمية في العالم العربي. صدر عام 2008.
5. الثقافة والتنمية في العالم العروبي. صدر عام 2012.[13]

## مكانته العلمية
يعتبر الدكتور مانع من أبرز شعراء الإمارات ودول الخليج العربي، وكانت له مكانة عالية عند الشيخ زايد بن سلطان آل نهيان، وكانت دائما بينهما مجاراة شعرية. وقد أثبتت المسؤوليات والمناصب التي شغلها عن مكانته العلمية وجدارته.
كان مانع سعيد العتيبة مرافقاً دائماً للشيخ زايد بن سلطان آل نهيان في حلّه وترحاله، وكان أحد الرجال الذين كان يضمهم مجلس الشيخ زايد، فتعلم منه الكثير وسار على نهجه وخطاه، وكان أحد أتباعه المخلصين الذين كانوا الرعيل الأول الذي أخرج شعب الإمارات من حياة الفقر والشقاء إلى حياة المتعة والرفاهية.